# فرودگاه پیسلی
 فرودگاه پیسلی (به انگلیسی: Paisley Airport) یک فرودگاه همگانی است که یک باند فرود آسفالت دارد و طول باند آن ۱۳۱۱ متر است. این فرودگاه در کشور ایالات متحده آمریکا قرار دارد و در ارتفاع ۱۳۴۰ متری از سطح دریا واقع شده است.